# Аеродром Трст
Међународни аеродром „Ронки ди Легионари“ Трст (IATA: TRS, ICAO: LIPQ) (итал. Aeroporto di Trieste-Ronchi dei Legionari) је аеродром која обслужује Трст, Италија.

## Локација
Аеродром се налази у Фурланијско-јулијанској крајини у близини границе са Словенијом (око 45 км од границе). Упркос имену град се налази око 30-40 км од Трста, код града Монфалконе.

## Авио-компаније и дестинације
Следеће авио-компаније користе Аеродром Трст (од децембра 2009):
- Алиталија (Милано-Малпенса, Рим-Леонардо да Винчи)
- Бел Ер (Тирана)
- Ер уан (Напуљ, Рим-Леонардо да Винчи)
- Јат ервејз (Београд-Никола Тесла)
- Луфтханза (Минхен)
- Рајан Ер (Лондон-Станстед, Белгија-Шарлероа (Брисел југ), Каглиари, Бирминхем, Трапани (од 2010))
- Ер Доломити (Олбија)